# The Way (lucha libre)
The Way fue un stable de la WWE en la marca WWE RAW, el cual estaba dirigido por Johnny Gargano y Candice LeRae, y también incluía a Indi Hartwell y Dexter Lumis.

## Historia

### WWE (2020-2021)

#### NXT (2020-2021)
El 28 de octubre de 2020 en NXT Halloween Havoc, Johnny Gargano derrotó a Damian Priest en una lucha de Devil's Playground para convertirse en dos veces Campeón Norteamericano de NXT, y más tarde esa misma noche, Candice LeRae se enfrentó a Io Shirai por el Campeonato Femenino de NXT, durante el cual fue asistida. por una figura enmascarada que vestía el disfraz de Ghostface, pero la figura fue rechazada por Shotzi Blackheart, lo que finalmente le costó a LeRae el combate. El 11 de noviembre en el episodio de NXT, se reveló que la figura enmascarada era Indi Hartwell, quien se alineó con LeRae. Esa misma noche, Gargano dejó caer el Campeón Norteamericano de NXT ante Leon Ruff gracias a la interferencia de Priest, lo que llevó a una pelea a tres bandas entre ellos. El 6 de diciembre en NXT TakeOver: WarGames, otra figura enmascarada vestida como Ghostface interfirió en el Triple Threat Match de Gargano contra Ruff y Priest, y ayudó a Gargano a ganar, lo que le permitió a Gargano convertirse en el primer tres veces Campeón Norteamericano de NXT. Después del combate, la figura enmascarada se reveló como Austin Theory.
El 9 de diciembre en NXT, Gargano, LeRae, Theory y Hartwell aparecieron juntos y nombraron formalmente su alianza como "The Way". A partir de 2021, Gargano y Theory se unieron durante el Dusty Rhodes Tag Team Classic masculino de 2021, mientras que LeRae y Hartwell se emparejaron durante la contraparte femenina. El 20 de enero en NXT, Gargano y Theory fueron eliminados en la primera ronda por Kushida y Ruff, aunque LeRae y Hartwell avanzaron hacia las semifinales en el episodio del 10 de febrero de NXT, donde fueron eliminados por Ember Moon y Shotzi Blackheart. La eliminación de Gargano provocó una disputa entre él y Kushida por el campeonato, y después de intercambiar ataques, se anunció que Gargano defendería su campeonato contra Kushida en NXT TakeOver: Vengeance Day el 14 de febrero, donde Gargano retuvo con éxito su título. Antes del combate, Theory fue secuestrado por Dexter Lumis, con quien Theory había estado peleando en ese momento debido a que Theory interfirió en los partidos de Lumis contra Gargano. En el siguiente episodio de NXT, Theory fue "encontrado" por Gargano, y Theory parecía relativamente bien, aunque extremadamente positivo y alegre, para gran confusión y preocupación de sus compañeros de equipo. El 24 de febrero en NXT, Gargano se enfrentó a Lumis en un combate no titular, y durante el combate, LeRae instó a Theory a atacar a Lumis con una silla de acero, pero Theory dudó, lo que llevó a que Gargano fuera finalmente derrotado. También durante el combate, Hartwell pareció haber ganado un nivel de atracción hacia Lumis, y comentó en un segmento tras bastidores posterior al combate que Lumis era "ardiente", sorprendiendo a Gargano y LeRae.
El 4 de mayo de 2021 en NXT, LeRae y Hartwell derrotarían a Ember Moon y Shotzi Blackheart en un Street Fight ganando el Campeonato Femenino en Parejas de NXT, marcando así la primera victoria de título de cada mujer en la WWE. El 18 de mayo en NXT, Gargano dejó caer el Campeonato de América del Norte a Bronson Reed en un combate de jaula de acero. En The Great American Bash, LeRae y Hartwell perdieron los títulos ante Io Shirai y Zoey Stark luego de una distracción de Tegan Nox que regresaba.
En el episodio del 3 de agosto de NXT , Gargano compitió en "Love Her or Lose her match" con Dexter Lumis para Indi Hartwell . Hartwell salió al ring antes de que Gargano cubriera a Lumis. Mientras The Way caminaba hacia el área del backstage, Hartwell corrió de regreso al ring y se abalanzó sobre Lumis a pesar de la estipulación. La trama daría lugar a una boda entre Hartwell y Lumis en el episodio del 14 de septiembre de NXT 2.0.
Después de la boda, The Way comenzaría a separarse lentamente con Theory siendo reclutada para Raw , Hartwell continuando su relación con Lumis y formando un equipo con la recién llegada Persia Pirotta, LeRae tomando una licencia por maternidad y el contrato de Gargano expiraba el 10 de diciembre The Way (menos Theory,Lumis y Hartwell) hicieron su última aparición en el episodio del 7 de diciembre de NXT 2.0.

### Disolución y secuelas
Después de la boda, The Way comenzaría a separarse lentamente. Theory sería traspasado a Raw durante el Draft de la WWE de 2021 y LeRae se fue de baja por maternidad. La última aparición de The Way fue en el episodio del 7 de diciembre de NXT 2.0, en el que Gargano, Hartwell y Lumis se abrazaron en un segmento detrás del escenario. [14] Más tarde esa noche, Gargano hizo una promo de despedida, marcando su última aparición en NXT ya que su contrato expiraría tres días después. [15]
El 29 de abril de 2022, Lumis fue liberado de su contrato con la WWE. [16] El 6 de mayo, LeRae dejó la WWE sin reaparecer en televisión después de que expirara su contrato. [17]
En el episodio del 8 de agosto de Raw, Lumis regresó a la WWE, [18] y Gargano hizo su regreso no anunciado dos semanas después. [19] Lumis apareció en el episodio del 23 de agosto de NXT y se reunió con Hartwell. [20] En el episodio del 26 de septiembre de Raw , LeRae regresó a la WWE, derrotando a Nikki ASH. [21]

### Reuniones esporádicas
En el episodio del 13 de marzo de 2023 de Raw, Gargano y Lumis, acompañados por LeRae, perdieron ante The Judgement Day (Dominik Mysterio y Damian Priest) en una lucha por equipos.
En NXT Stand & Deliver, después del último combate de NXT de Gargano, llegaron Hartwell y Lumis se unieron a Gargano y LeRae en el escenario para celebrar la victoria de Gargano sobre Grayson Waller y la victoria de Hartwell con el recién obtenido Campeonato Femenino de NXT.
En el episodio del 8 de mayo en Raw, después de la selección del Draft de Hartwell para Raw, Gargano, LeRae, Hartwell y Lumis aparecieron en un segmento entre bastidores con Sonya Deville & Chelsea Green quienes iban recogiendo firmas en backstage "en contra de la injusticia", proponiendo a The Way que firmen, por lo que Lumis lee la petición y baja el pulgar, a lo que Indi señala que no firmarán nada, provocando que Green y Deville se marchan molestas, asegurando que lo lamentarán, mientras tanto, Gargano habla sobre un regreso.

### Distanciamiento y disolución
El 2 de octubre de 2023 en Raw, Gargano reapareció para defender a Tommaso Ciampa del ataque de Imperium (Ludwig Kaiser y Giovanni Vinci) tras su lucha frente al Campeón Intercontinental Gunther. Tras aplicarle un Meeting in the Middle a Vinci, Gargano y Ciampa se abrazaron como señal de regreso de DIY. A partir de esto, Gargano se distanció de los otros miembros de The Way, aunque permanecía junto a Candice. Asimismo, Dexter dejó de aparecer en Raw; por lo que el stable se redujo a Candice y Hartwell, las cuales participarían en diferentes luchas en la división femenina de parejas.
El 11 de marzo en 2024, Candice tuvo un cambio a heel cuando confrontó a Maxxine Dupri por su actuación en ring; por lo que dada la distracción, Hartwell derrotó a Maxxine.

## Campeonatos y logros
- NXT Wrestling
  - NXT North American Championship (2 veces) - Gargano
  - NXT Women's Tag Team Championship (1 vez) - LeRae y Hartwell
  - NXT Year–End Award (1 vez)
    - Future of NXT (2020) – Theory